# ゆかりの今夜もゲームオーバー?
ゆかりの今夜もゲームオーバー?（ゆかりのこんやもげーむおーばー）は、HBCラジオで2006年10月6日から2014年12月28日まで放送していたラジオトーク番組。

## 放送時間
- 2006年10月 - 2012年3月 毎週土曜26:20 - 26:40(日曜2:20 - 2:40)
- 2012年4月 - 2013年9月 毎週土曜28:20 - 28:40(日曜4:20 - 4:40)
- 2013年10月 - 2014年12月 毎週日曜25:00 - 25:20(月曜1:00 - 1:20)
- 船越が体調不良のため、2012年10月21日（20日深夜）分から11月25日（24日深夜分）まで放送休止し、12月2日（1日深夜）分から放送を再開した。

## 出演者
- 船越ゆかり (当時HBCアナウンサー)

## 番組内容
- 家庭用ゲーム機・ソフトの情報、話題を取り上げた番組。中でもゲームの内容やキャラクターなど、ゲームの主軸となる部分が中心であり、キャラクターの担当声優などのサイド部分にあたる話にはあまり触れられていない。ソフト制作者をスタジオに迎えてインタビューを行う場合もある。また、番組内の選曲もゲーム音楽となっている。
- パーソナリティの船越は、テレビ番組での取材をきっかけに家庭用ゲーム機の世界にのめりこみ、実際に購入してプレイしているという。番組内でもプレイしたソフトを紹介しており、アーケードゲームの話題が出ることもあるが、基本は家庭用ゲーム機関連の話題が中心である。
- この他、「今週のゲームニュース･ピックアップ」として、様々なゲーム機・ソフトや、道内のゲームセンターについての話題なども取り上げている。
- 船越はHBC入社以来、テレビ・ラジオで主婦向け番組を長く担当していたこともあり、番組で紹介される投稿は、深夜番組としては珍しく年齢層の幅が広い。